# Zivido
Zivido (Sivid in dialetto milanese) è un quartiere della città lombarda di San Giuliano Milanese di cui costituisce la porzione meridionale del centro abitato, tra la Via Emilia ad occidente e il Lambro ad oriente.

## Storia
La località era un borgo agricolo di antica origine. Nell'ambito della suddivisione in pievi del territorio milanese, apparteneva alla pieve di San Giuliano, e confinava con Carpianello a nord, Mediglia ad est, Santa Brera e Viboldone a sud, e San Giuliano ad ovest. Al censimento del 1751 la località fece registrare 347 residenti.
In età napoleonica, nel 1805, la popolazione era scesa a 267 unità, tanto che nel 1809 il Comune di Zivido fu aggregato a San Giuliano, a sua volta annessa a Viboldone nel 1811. Tutte le località recuperarono comunque l'autonomia nel 1816 dopo la costituzione del Regno Lombardo-Veneto.
Nel 1841 i governanti austriaci decisero di ampliare il territorio municipale di Zivido, aggregandovi Carpianello a titolo definitivo. Al censimento del 1853 il Comune di Zivido contava 680 abitanti, a quello del 1861 il numero era salito a 698.
Nel 1869 il Comune di Zivido venne annesso definitivamente da quello di Viboldone, che poi nel 1893 assunse il nome di San Giuliano Milanese.